# Aurelijus Skarbalius
Aurelijus „Auri“ Skarbalius (* 12. Mai 1973 in Vilnius, Litauische SSR) ist ein ehemaliger litauischer Fußballspieler. Mittlerweile ist der Abwehrspieler, der zwischen 1991 und 2005 für die litauische Nationalmannschaft in 65 Länderspielen auflief, als Trainer tätig. Zeitweise war er Rekordnationalspieler seines Heimatlandes, ehe Andrius Skerla ihn am 4. Juni 2008 ablöste. 

## Werdegang
Skarbalius begann mit dem Fußballspielen in seinem Heimatland bei Banga Kaunas. 1991 wechselte er zu Žalgiris Vilnius. Durch seine Einsätze in der A Lyga machte er die Verantwortlichen der litauischen Nationalmannschaft auf sich aufmerksam und debütierte am 15. November 1991 im Rahmen des Baltic Cup beim 4:1-Erfolg über Estland im Nationaljersey. 1994 wechselte er zum Ligarivalen Inkaras Kaunas, mit dem er 1995 den Landesmeistertitel gewann. Anschließend nahm er mit dem Klub am UEFA-Pokal 1995/96 teil, wo er bei den beiden Erstrunden-Niederlagen gegen Brøndby IF dem Gegner positiv auffiel.
Skarbalius wechselte daraufhin zu Brøndby IF in die Superliga. Anfangs konnte er sich beim Klub nicht durchsetzen und bekam nur unregelmäßig Spieleinsätze. Dennoch trug er zu den drei Meistertiteln zwischen 1996 und 1998 bei und lief in der Champions-League-Spielzeit 1998/99 für den Klub in der UEFA Champions League auf. Im neuen Jahrtausend schaffte er den Durchbruch und etablierte sich als Stammspieler. 2002 wählten ihn die Klubanhänger zum Spieler des Jahres bei Brøndby IF.
Nach der Verpflichtung des dänischen Nationalspielers Asbjørn Sennels 2004 saß Skarbalius unter Trainer Michael Laudrup meistens nur noch auf der Ersatzbank. Daher entschied der Verein, ihn ab dem 1. Januar 2005 für 18 Monate an Herfølge BK zu verleihen. Nach dem Abstieg des Klubs in die zweite Liga wurde das Leihgeschäft im Sommer 2005 beendet und er kehrte zu Brøndby IF zurück. Im September 2005 bestritt er bei der 0:1-Niederlage gegen Bosnien-Herzegowina mit seinem 65. Länderspiel seinen letzten Auftritt im Nationaljersey und trat als Rekordspieler für die Landesauswahl ab. Im Dezember 2005 löste er seinen Vertrag mit Brøndby IF, um sich endgültig Herfølge BK anzuschließen. Dort lief er als spielender Assistenztrainer in der zweiten Liga auf.
Bei Herfølge BK übernahm Skarbalius im November 2006 den Posten des hauptverantwortlichen Trainers. 2009 führte er die Mannschaft auf den ersten Platz der 1. Division und damit zum Wiederaufstieg in die Superliga. Im Sommer fusionierte der Klub mit Køge BK. Beim neu entstandenen HB Køge wurde er Trainer.
Im Juni 2011 vereinbarten Skarbalius und seine ehemalige Spielstation Brøndby IF erneut eine Zusammenarbeit, ab dem 1. Januar 2012 sollte er als Trainerassistent von Henrik Jensen zum Klub zurückkehren. Als dieser am 24. Oktober gefeuert wurde, trat er bereits am folgenden Tag als Cheftrainer seinen Dienst beim Klub an, wobei er als Cheftrainer zunächst nur interimsweise bis zum Jahresende vorgesehen war. Nachdem sich sein Einsatz erfolgreich gestaltet hatte, verlängerte der Klub mit ihm und seinem Trainerteam, dem unter anderem der ehemalige Deutschland-Profi Bent Christensen Arensøe als Assistent angehörte, Anfang Dezember den Vertrag um zwei Jahre. Noch am 18. Spieltag stand Brøndby IF, welches in Abstiegsgefahr war, auf Platz zehn und wurde dann zum Saisonende – nachdem der Verein zwischenzeitlich auf dem achten Platz stand – Neunter. Auch in der Folgesaison kämpfte Brøndby IF um den Klassenerhalt und stand dabei oft auf einem Abstiegsplatz, schaffte allerdings erneut mit dem erneuten neunten Platz zum zweiten Mal in Folge den Klassenerhalt. Am 10. Juni 2013 wurde Skarbalius entlassen.
Im September 2013 wurde er neuer Trainer des Amateurvereins Haslev FC. Den Trainerposten hatte er dort inne, bis er im Frühjahr 2014 bei Viborg FF als Chefcoach vorgestellt wurde. Mit diesem Verein stieg er aus der Superligæn ab, hatte aber weiterhin den Trainerposten inne, verließ den Verein allerdings zum Ende der Saison 2014/15. Im Sommer 2015 kehrte Skarbalius zu Brøndby IF zurück und wurde dort U19-Trainer. Nach dem Abgang von Thomas Frank im März 2016 wurde er allerdings wieder Cheftrainer der Profimannschaft und hatte dieses Amt bis zum Saisonende inne. Danach war Skarbalius wieder Jugendtrainer im Verein, verließ Brøndby IF allerdings im Sommer 2017.
Später kehrte er nach Litauen zurück und wurde Trainer bei seinem ersten Klub Žalgiris Vilnius. Dort wurde Skarbalius im August 2018 entlassen. Später war er Trainer von FK Riteriai, bis zu einer Namensänderung als FK Trakai firmierte. und wurde dann zu Beginn des Jahres 2020 wieder in Dänemark Trainer, als er seinen ehemaligen Verein HB Køge übernahm. Unter Skarbalius wurde der Verein in der 1. Division zum Ende der Saison 2019/20 Neunter. In der darauffolgenden Spielzeit platzierte sich HB Køge auf Rang sechs und qualifizierte sich somit für die Aufstiegsrunde, in der ebenfalls der sechste und somit letzte Platz belegt wurde. Im Sommer 2021 gab Skarbalius den Trainerposten ab und wurde Technischer Direktor im Verein.